# Río Nangaritza
Der Río Nangaritza ist ein etwa 150 km langer rechter Nebenfluss des Río Zamora in der Provinz Zamora Chinchipe im Südosten von Ecuador.

## Flusslauf
Der Río Nangaritza entspringt 20 km südlich der Stadt Zamora an der Ostflanke der Cordillera Real auf einer Höhe von 2350 m. Er fließt anfangs 30 km in Richtung Südsüdost. Dabei durchfließt er den östlichen Teil des Nationalparks Podocarpus. Anschließend wendet sich der Río Nangaritza nach Nordosten. Bei Flusskilometer 90 mündet der Río Numpatakaime rechtsseitig in den Río Nangaritza. Der Río Numpatakaime ist ein Schwarzwasserfluss. Der Río Nangaritza befindet sich nun wenige Meter von der östlich verlaufenden Staatsgrenze zu Peru entfernt. Er fließt auf seiner restlichen Fließstrecke in überwiegend nördlicher Richtung. Die Cordillera del Cóndor und die darüber verlaufende Grenze zu Peru begrenzt das Einzugsgebiet des Río Nangaritza im Osten. Die Gemeinde Guayzimi befindet sich 3,5 km westlich des Río Nangaritza bei Flusskilometer 45. Auf den unteren 50 Kilometern schlängelt sich der Fluss durch das östliche Vorland der Anden. Dabei bildet er Flussverzweigungen, Mäander und Altarme aus. Bei Flusskilometer 26 passiert der Fluss die am rechten Flussufer gelegene Ortschaft Paquisha. Der Río Nangaritza mündet schließlich 13,5 km nordöstlich der Stadt Yantzaza, gegenüber der Ortschaft Los Encuentros, in den Río Zamora.
Der Río Nangaritza entwässert ein Areal von etwa 2430 km² im Südosten von Ecuador an der Grenze zu Peru. Im Einzugsgebiet des Río Nangaritza lebt das indigene Volk der Shuar. Das Gebiet ist für seine Biodiversität bekannt.